# Dirksland
Dirksland (anhörenⓘ) ist ein Ort und eine ehemalige Gemeinde in der niederländischen Provinz Südholland auf der früheren Insel Goeree-Overflakkee. Sie gehört seit dem 1. Januar 2013 zur Gemeinde Goeree-Overflakkee. Der Ort hat heute 6.030 Einwohner (Stand: 1. Januar 2024).

## Orte
Zur Gemeinde zählten die Orte Dirksland, Herkingen und Melissant.

## Politik

### Sitzverteilung im Gemeinderat
| Partei           | Sitze | Sitze | Sitze | Sitze |
| Partei           | 1998  | 2002  | 2006  | 2010  |
| ---------------- | ----- | ----- | ----- | ----- |
| SGP              | 4     | 3     | 4     | 4     |
| PvdA             | 2     | 2     | 3     | 2     |
| ChristenUnie     | —     | 2     | 2     | 2     |
| VVD              | 2     | 2     | 1     | 2     |
| Gemeentebelangen | 2     | 2     | 2     | 1     |
| CDA              | 2     | 2     | 1     | 1     |
| Lijst H.T. Huber | —     | —     | —     | 1     |
| RPF              | 1     | —     | —     | —     |
| Gesamt           | 13    | 13    | 13    | 13    |

## Töchter und Söhne des Ortes
- Dimmen Gestel (1862–1945), Lithograph und Maler
- Elco Brinkman (* 1948), Politiker
- Aad van den Hoek (* 1951), Radrennfahrer
- Michael Vingerling (* 1990), Radrennfahrer
- Marc Nagtegaal (* 1993), Fußballschiedsrichter
- Mick Veldheer (* 1996), Tennisspieler